# Eusebio Angulo Ayala
Blahoslavený Eusebio Angulo Ayala, řeholním jménem Luis Victorio (14. prosince 1894 Quintanilla – 30. srpna 1936 Madrid), byl španělský římskokatolický řeholník Kongregace školských bratří a mučedník.

## Život
Narodil se 14. prosince 1894 v Quintanille.
Jako jeho bratr vstoupil roku 1910 do noviciátu Kongregace školských bratří v Bugedu, kde přijal jméno Luis Victorio. Nadřízení si na chvíli mysleli, že ho pošlou domů kvůli jeho příliš drsné povaze, ale během prvního ročníku se po nabytí prvních zkušeností ukázalo, že je vynikajícím učitelem.
Působil v Gijónu (1912–1913) a poté v La Felguera (1913–1921). Když začal trpět těžkými bolestmi žaludku, byl převelen do Madridu (1921–1929). V letech 1929–1933 působil jako ředitel školy v Seville, kde roku 1931 založil Asociaci otců. Roku 1933 začal znovu trpět bolesti žaludku a tak jej nadřízení poslali do letoviska Fuente Amarga, ale nakonec se vrátil zpět do Sevilly. Kvůli zákonu o sekularizaci museli bratři nosit civilní oblečení. Tehdy byl bratr jmenován ředitelem školy v Mudele (1933–1936). V roce 1935 se rozhodl podstoupit operaci, pro kterou se v červenci 1936 přestěhoval do Madridu.
Když v červenci 1936 vypukla španělská občanská válka, jeho řeholní kongregace byla předmětem prvních útoků revolucionářů. Když vojáci vtrhli dovnitř a zadrželi všechny přítomné bratry, byl mimo řádový dům a o jejich zajetí nic nevěděl. Našel dveře domu zavřené, takže musel najít útočiště u přátel spolu s bratrem bl. Albertem José Larzábalem Michelenem. Později byli revolucionáři oba objeveni a 30. srpna 1936 zastřeleni.

## Proces blahořečení
Po roce 1990 byl v arcidiecézi Madrid zahájen jeho beatifikační proces spolu s dalšími 24 mučedníky Kongregace školských bratří a Řádu karmelitánů. Dne 19. prosince 2011 uznal papež Benedikt XVI. mučednictví této skupiny řeholníků. Blahořečeni byli 13. října 2013 ve skupině 522 mučedníků Španělské občanské války.